# Fenârî-Îsâ-Moschee

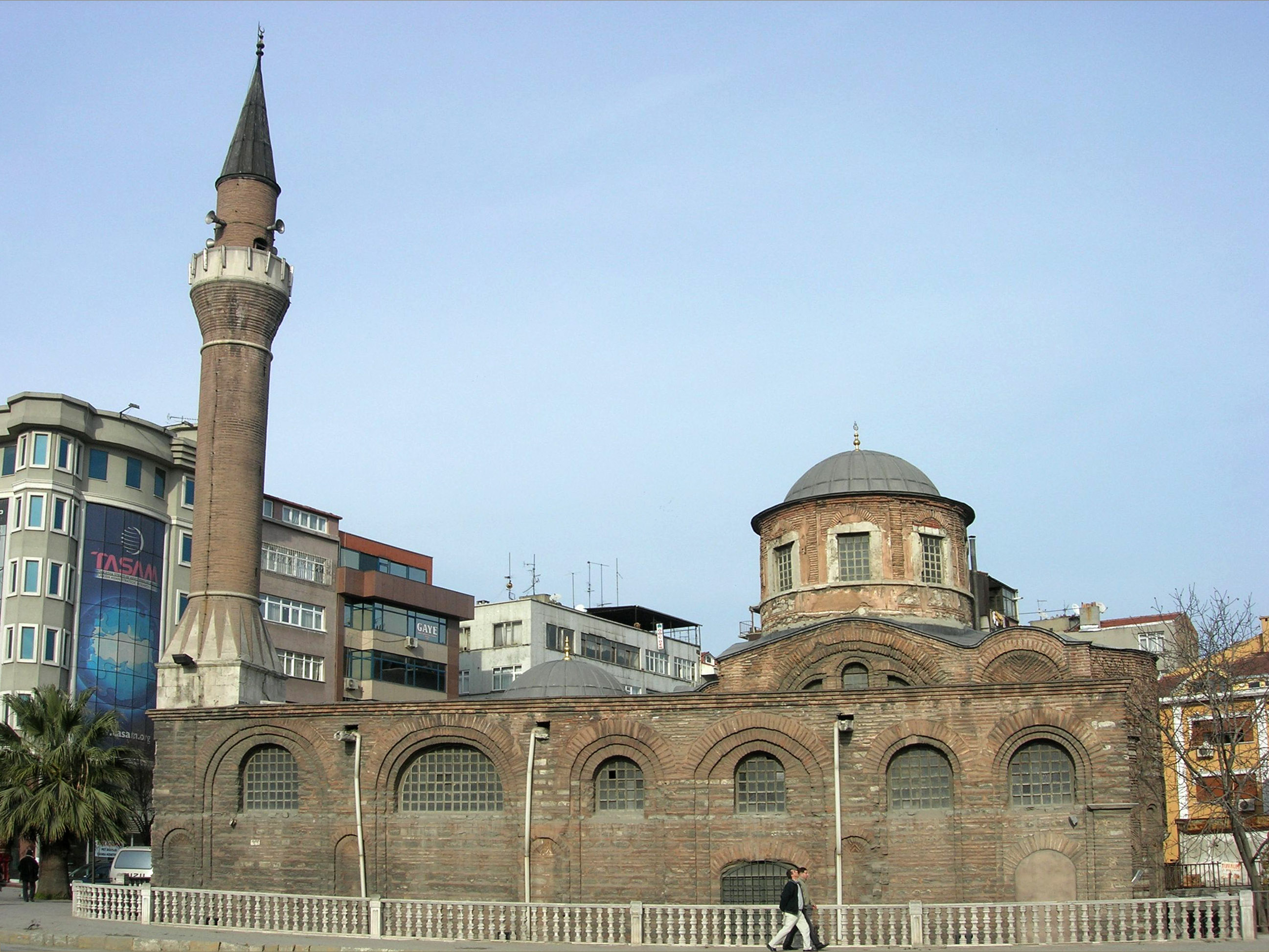
Blick von Süden

Die Fenâri-Îsâ-Moschee (türkisch Molla Fenârî Îsâ Câmii) ist eine ehemalige byzantinische Kirche in Istanbul, die heute als Moschee genutzt wird. Die Kirche war Teil des Konstantin-Lips-Klosters (gelegentlich verkürzt zu Lips-Kloster). Der Gebäudekomplex liegt im Istanbuler Stadtbezirk Fatih an der Adnan Menderes Avenue.

## Geschichte

### Byzantinische Zeit

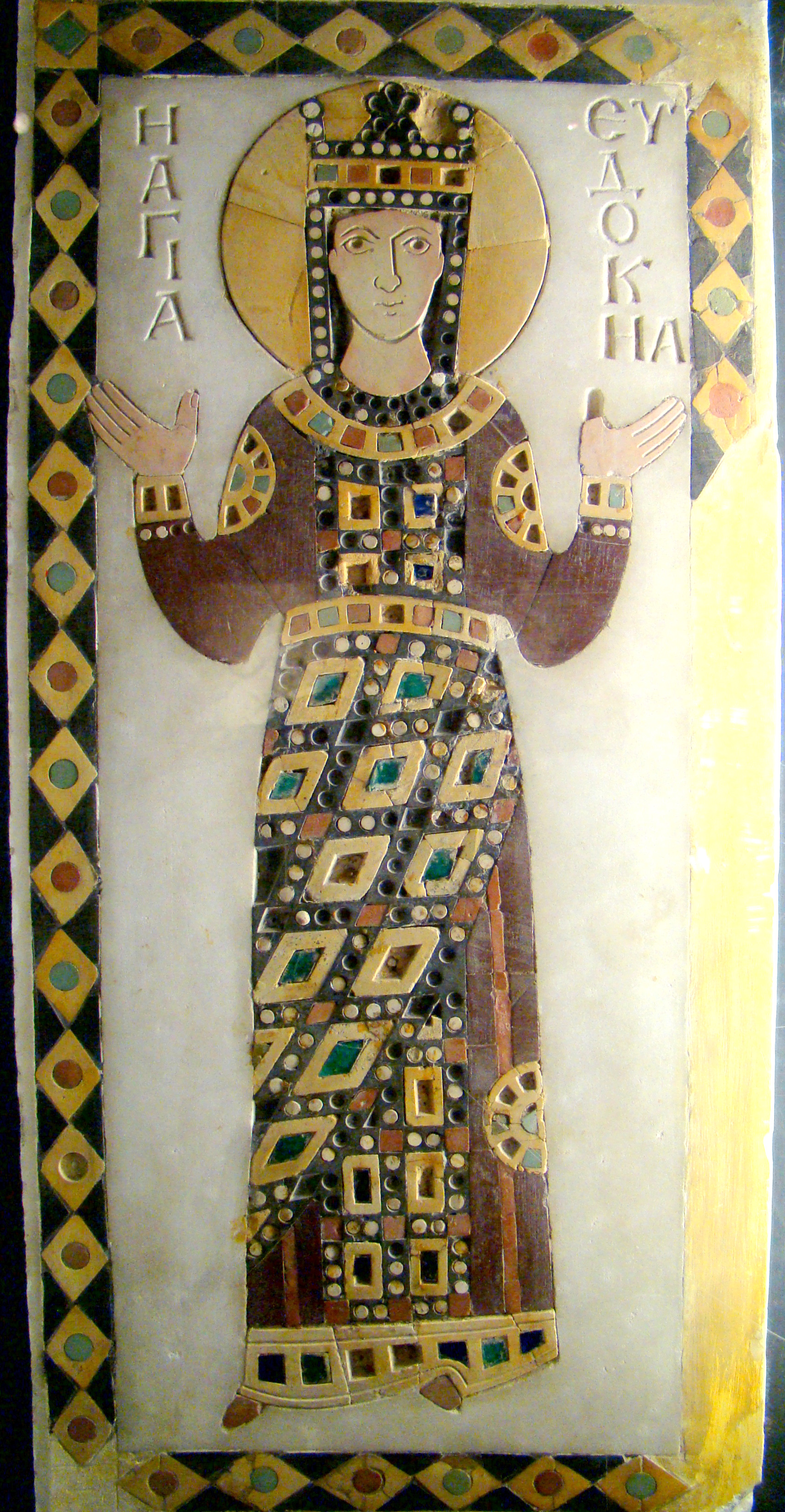
Das Opus sectile (farbiger Stein in Marmor) zeigt die Kaiserin Aelia Eudoxia als Heilige (10. oder 11. Jahrhundert nach Chr.) Das Werk stammt aus der Kirche und wird heute im Archäologischen Museum Istanbul aufbewahrt.

Im Jahr 908 weihte der Stifter und byzantinische Admiral Konstantin Lips in Anwesenheit von Leo VI. ein Nonnenkloster ein. Lips ist als Stifter in einer Inschrift eines Gesimses der Apsis genannt. Das Nonnenkloster war der hl. Jungfrau Theotokos Panachrantos geweiht und stand an einem Ort, der „Merdosangaris“ (mittelgriechisch Μερδοσαγγάρης) genannt wurde und im Tal des Lycus lag. Das Kloster gehörte zu den größten in Konstantinopel.
Die Kirche wurde auf den Überresten einer Kirche aus dem 6. Jahrhundert errichtet. Für den Bau verwendete man Grabsteine eines ehemaligen römischen Friedhofs. Die Reliquien der hl. Irene wurden hier in dem inzwischen „nördliche Kirche“ genannten Gotteshaus aufbewahrt.

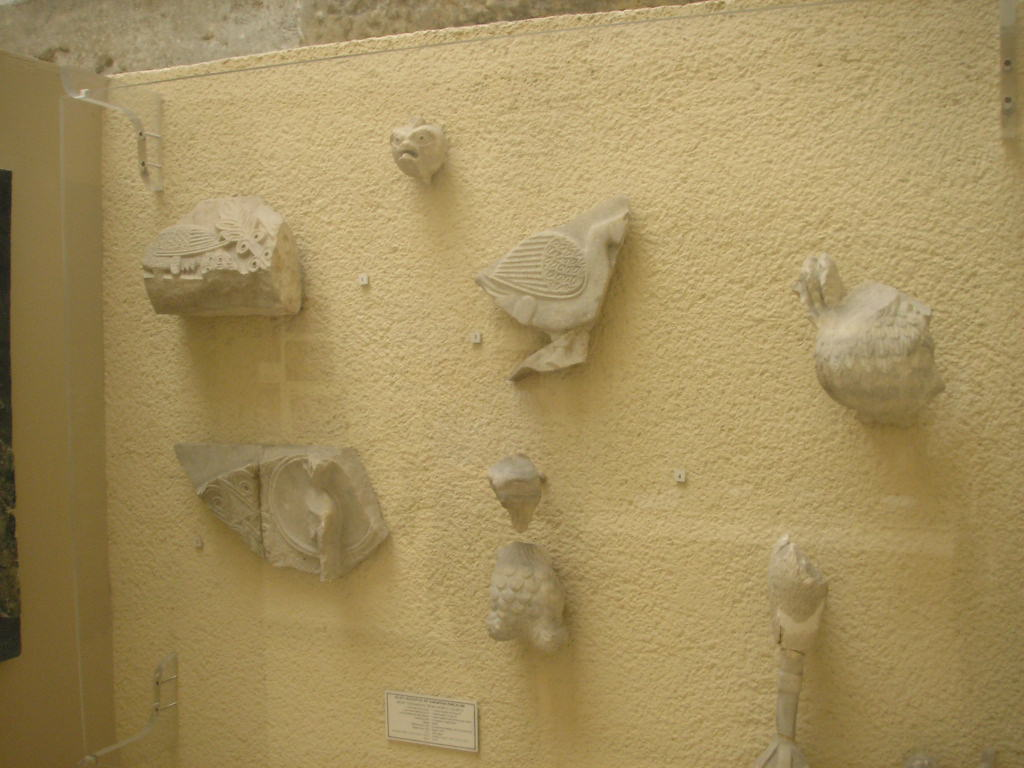
Byzantinisches Dekor der nördlichen Kirche im Archäologischen Museum Istanbul

Nach dem vierten Kreuzzug, dem lateinischen Kaiserreich und der Wiederinstallierung der byzantinischen Kaiser ließ die Kaiserin Theodora Palaiologina, Witwe von Michael VIII., eine weitere Kirche bauen, die Johannes dem Täufer gewidmet war (Ἐκκλησία του Ἀγίου Ἰωάννου Προδρόμου του Λίβος Ekklisia tou Agiou Ioannou Prodromou tou Livos) und südlich der ersten Kirche stand. Mehrere Angehörige der Palaiologen-Dynastie sind hier neben Theodora begraben: ihr Sohn Konstantin Palaiologos Porphyrogennetos, Kaiserin Irene und ihr Gemahl Kaiser Andronikos II. Diese Kirche ist heute allgemein unter dem Namen südliche Kirche bekannt. Die Kaiserin sanierte auch das Nonnenkloster, das zu dieser Zeit eventuell verlassen war. Nach dem Typikon des Klosters lebten dort sonst bis zu 50 Frauen. Außerdem gab es ein Xenon, eine wohltätige Institution, die als Krankenhaus und Pflegeheim für 15 Laiinnen diente.
Im 14. Jahrhundert baute man einen Narthex und ein Parekklesion, eine kleine Seitenkapelle, an. Auch im 15. Jahrhundert wurden Angehörige der Kaiserfamilie in der Kirche bestattet, darunter im Jahr 1417 Anna von Moskau, die erste Ehefrau von Johannes VIII. Eventuell wurde die Kirche auch nach der Eroberung durch die Osmanen im Jahr 1453 als Bestattungsort genutzt.

### Osmanische Zeit
In den Jahren 1497/98 wurde die südliche Kirche unter der Regentschaft von Sultan Bayezid II. von dem osmanischen Würdenträger Fenarizade Alâeddin Ali ben Yusuf Effendi zur Moschee umgebaut. Fenarizade Alâeddin Ali war Kadıasker von Rumelien und Neffe des Religionsgelehrten Molla Şemseddin Fenari, dessen Familie zu den ʿUlamā' gehörte. Er baute ein Minarett an der südöstlichen Ecke und einen Mihrāb in die Apsis. Seit einer der Prediger der Medrese den Namen Îsâ („Jesus“ im Türkischen) trug, wurde dieser auch im Zusammenhang mit der Moschee geführt.
Das Bauwerk brannte 1633 nieder, wurde aber drei Jahre später von dem Großwesir Bayram Pascha wieder aufgebaut und von einer Mescit zur Freitagsmoschee ausgebaut. Die nördliche Kirche wurde zum Tekke. Bei dieser Gelegenheit wurden die Säulen der Nordkirche durch Pfeiler verstärkt, die beiden Kuppeln renoviert und die Mosaike entfernt. Nach einem erneuten Brand im Jahr 1782 wurde der Gebäudekomplex in den Jahren 1847/48 erneut wiederaufgebaut. Bei dieser Gelegenheit wurden auch die Säulen in der Südkirche mit Pfeilern verstärkt und die Balustrade des Narthex abgerissen. Im Jahr 1918 brannte das Gebäude erneut nieder und wurde aufgegeben. Zeitweilig diente es als illegale Schlachterei. Bei Ausgrabungen im Jahr 1929 wurden 22 Sarkophage gefunden.
Die Gebäude wurden in den 1970er und 1980er Jahren von der Byzantine Society of America wiederaufgebaut und werden seither wieder als Moschee genutzt.

## Architektur

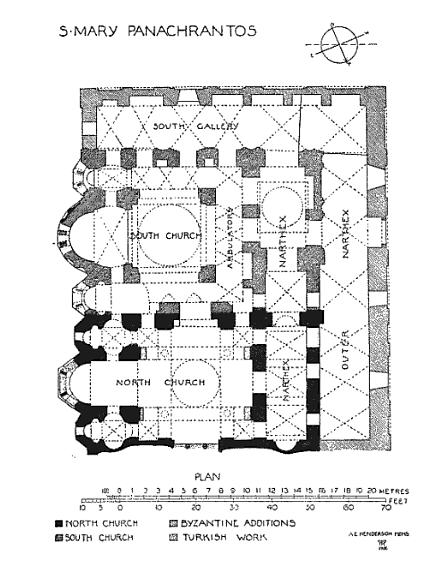
Grundriss

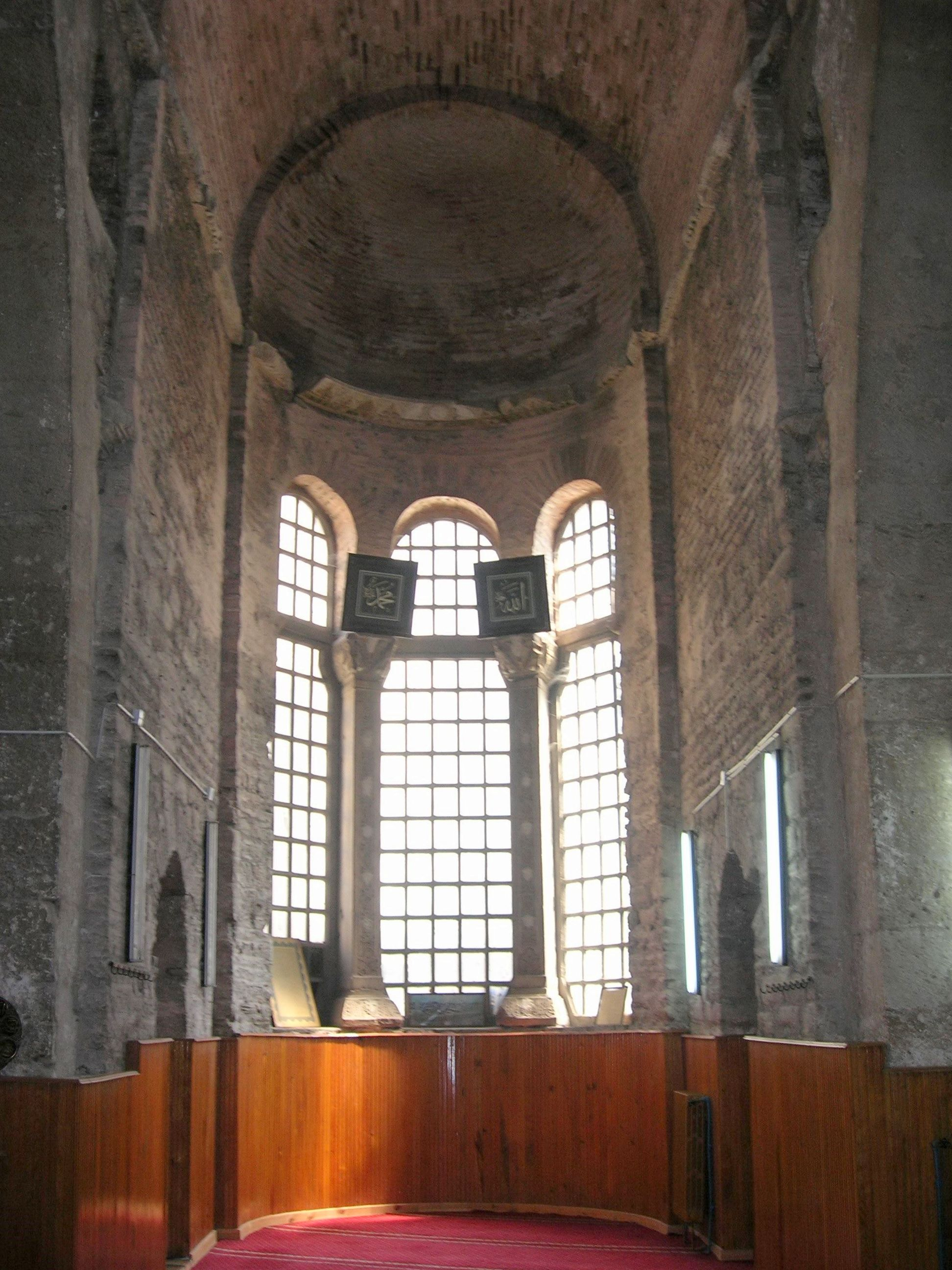
Inneres der nördlichen Kirche

### Nordkirche
Die nördliche Kirche hat einen ungewöhnlichen Grundriss und war eine der ersten Kreuzkuppelkirchen in Konstantinopel, deren Vorbild wohl die Nea Ekklesia war, die um 880 im Süden des Großen Palasts errichtete worden war und von der keine Überreste mehr existieren. Während der Zeit des osmanischen Reiches wurden die vier Säulen durch zwei Spitzbögen ersetzt, die sich durch die ganze Kirche spannten.
Der Naos ist 13 Meter lang und 9,5 Meter breit. Das Mauerwerk der Nordkirche besteht aus alternierenden Reihen von Steinen und Ziegeln und ist in einer Technik aufgebaut, die für das 10. Jahrhundert in Byzanz typisch ist. Die Ziegel sitzen in einem dicken Bett aus Mörtel. Das Gebäude wird von einer osmanischen Kuppel überragt und von acht Fenstern belichtet.
Das Bauwerk besitzt drei hohe Apsiden. Die mittlere ist polygonal, die beiden seitlichen dienten als Pastophorien: eines als Prothesis und eines als Diakonikon.
Die Apsiden werden in der mittleren von einem Drillings- und in den seitlichen von einem Lanzettfenster mit Rundbogen durchbrochen. Die Mauern der Kreuzarme des Naos haben zwei Fensterreihen: die unteren sind dreifache Lanzettfenster, die oberen halbrunde Fenster. die beiden Seitenkapellen enden in einer niedrigen Apsis und flankieren den Chor des Naos. Die eckigen, zentralen Joche sind sehr schmal. An den Gebäudeecken sitzen vier kleine Kapellen mit Kuppel.
Die Reste der ursprünglichen Ausschmückung dieser Kirche sind nur an der Basis von drei der vier Säulen des zentralen Jochs, an den Säulen der Fenster und am Rand der Kuppel erhalten geblieben. Das Dekor bestand ursprünglich aus Marmorplatten und farbigen Fliesen: Die Gewölbe waren mit byzantinischen Mosaiken dekoriert. Nur Spuren davon sind noch sichtbar.
Insgesamt ist die Nordkirche der Myrelaion-Kirche (heute Bodrum-Moschee) sehr ähnlich.

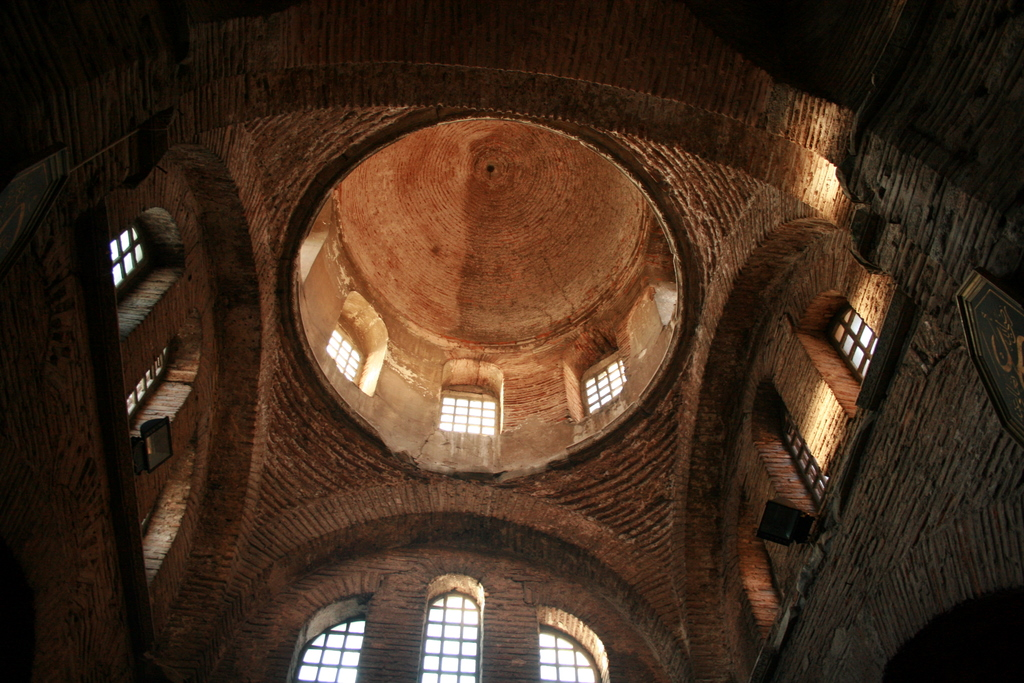
Kuppel der Nordkirche

### Südkirche
Die südliche Kirche ist ein quadratischer Raum, der von einer Kuppel überragt wird und zwei Deambulatorien begleitet. Sie besitzt einen äußeren Narthex und ein später hinzugefügtes Parekklesion. Das nördliche Deambulatorium ist das südliche Parekklesion der nördlichen Kirche. Die mehrfache Nutzung der Räume um den zentralen Saal der Kirche ist typisch für die späte Palaiologen-Zeit. Grund dafür waren die beengten Platzverhältnisse und der benötigte Platz für Gräber und Denkmäler, die von Wohltätern der Kirche errichtet wurden. Der zentrale Raum ist von den Seitenschiffen durch eine dreibogige Arkade getrennt. Während der Messe waren die Gläubigen in den Deambulatorien, die eng und dunkel waren, und konnten kaum sehen, was im Naos vor sich ging. Das Mauerwerk der südlichen Kirche besteht aus alternierenden Lagen von Steinen und Ziegeln.

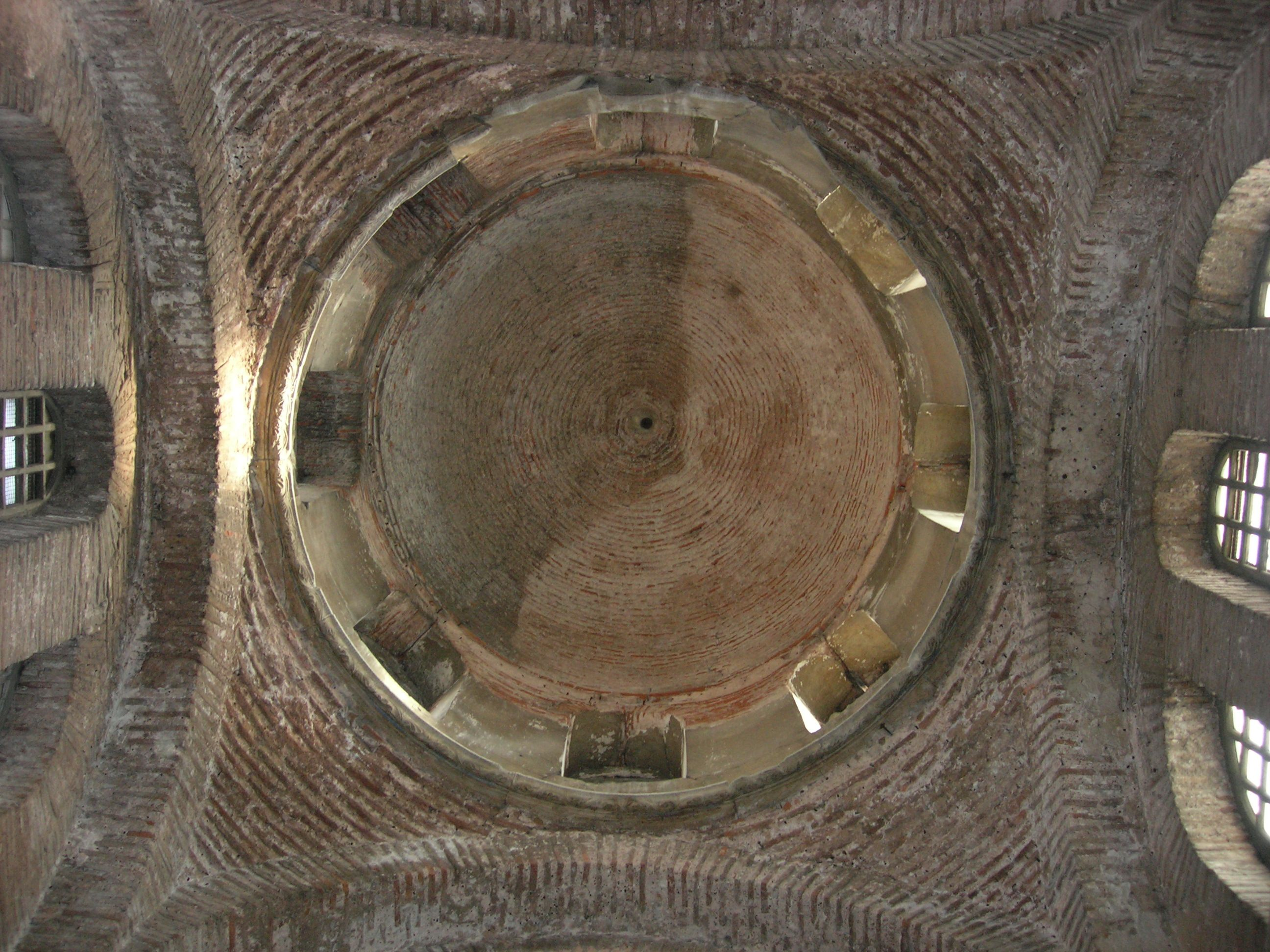
Kuppel der Südkirche

Das prachtvolle Dekor der südlichen und der heptagonalen Hauptapsis wird von drei Reihen Wandnischen gebildet, wobei die mittlere Reihe alternierend mit Drillingsfenstern ausgestattet ist. Die Ziegelsteine sind zu Mustern angeordnet, wie etwa Bögen, Haken, Mäandern, Radkreuzen und Flügelrädern. Dazwischen sitzen hell- und dunkelrote Bänder aus einer Reihe Steine und zwischen zwei und fünf Reihen Ziegeln. Hier tauchte dieses typische Wanddekor der Palaiologen-Zeit erstmals in Konstantinopel auf.
Die Kirche besitzt einen äußeren Narthex mit einer darüber liegenden Galerie, die bis in die Nordkirche fortgeführt wurde. Das Parekklesion war an der Südseite der Südkirche errichtet worden und mit dem Narthex verbunden, sodass der Raum den gesamten Komplex an der West- und der Südseite umgab. Mehrere Marmorsärge sind hier aufgereiht.
Das Gebäude ist ein bemerkenswertes Beispiel für die mittlere und späte byzantinische Ära in Istanbul.